# Dösjebro landskommun
Dösjebro landskommun var en tidigare kommun i dåvarande Malmöhus län.

## Administrativ historik
Kommunen bildades som storkommun vid kommunreformen 1952 genom sammanläggning av de tidigare kommunerna Annelöv, Dagstorp, Saxtorp och Västra Karaby.
Redan 1967 upplöstes kommunen och dess område delades mellan dåvarande Kävlinge köping (Dagstorp och Västra Karaby) och Landskrona stad (Annelöv och Saxtorp), sedan 1971 Kävlinge kommun respektive Landskrona kommun.
Kommunkoden var 1220.

### Kyrklig tillhörighet
I kyrkligt hänseende tillhörde kommunen församlingarna Annelöv, Dagstorp, Saxtorp och Västra Karaby.

## Geografi
Dösjebro landskommun omfattade den 1 januari 1952 en areal av 65,43 km², varav 64,92 km² land.

### Tätorter i kommunen 1960
| Tätort           | Folkmängd |
| ---------------- | --------- |
| Häljarp, del ava | 434       |
| Dösjebro         | 268       |
| Västra Karaby    | 224       |
| Annelövs kyrkby  | 206       |

Tätortsgraden i kommunen var den 1 november 1960 36,5 procent.

## Politik

### Mandatfördelning i valen 1950-1962
| 17 | 12 | 3 | 3 |

| 34 |

| 15 | 2 | 9 | 4 | 5 |

| 32 |

| 14 | 2 | 12 | 2 | 5 |

| 29 | 6 |

| 17 | 12 | 3 | 3 |

| 29 | 6 |